# Je vous salue salope : la misogynie au temps du numérique
Pour plus de détails, voir Fiche technique et Distribution.
Je vous salue salope : la misogynie au temps du numérique est un film documentaire canadien de Léa Clermont-Dion et Guylaine Maroist, sorti en 2022,. Il a été produit par La Ruelle Films.

## Synopsis
Le film traite de la misogynie sur les réseaux sociaux et documente la haine envers les femmes. On y suit quatre femmes sur deux continents : Laura Boldrini, ex-présidente du parlement italien, Kiah Morris (en), ex-représentante démocrate américaine, Marion Séclin, comédienne et youtubeuse française, ainsi que Laurence Gratton, une enseignante québécoise harcelée depuis ses études universitaires par un ancien camarade de classe.
Des expertes en la matière y témoignent également : Donna Zuckerberg (en), spécialiste des cyberviolences faites aux femmes et sœur du fondateur de Facebook, Laurence Rosier, professeure de linguistique à l'Université Libre de Bruxelles et Sarah T. Roberts (en), auteure, chercheuse professeure à la prestigieuse Université de Californie à Los Angeles.
Ce long métrage documentaire pose un regard sur l'impact et le fléau des cyberviolences et la misogynie numérique en suivant les victimes au plus près, dans leur quotidien.

## Fiche technique
- Titre original : Je vous salue salope : la misogynie au temps du numérique
- Titre anglais : Backlash: Misogyny in the Digital Age[6]
- Réalisation et scénario : Léa Clermont-Dion, Guylaine Maroist
- Musique : Antoine Félix Rochette
- Société de production : La Ruelle Films
- Pays de production :  Canada
- Langues originales : français et anglais
- Genre : documentaire
- Durée : 80 minutes
- Dates de sortie :
  - Canada : 9 septembre 2022[7]
  - France : 22 septembre 2023 (avant-première à Metz)[8] ; 4 octobre 2023 Dates sujettes à modification
- Classification :
  - France : interdit aux moins de 12 ans avec avertissement lors de sa sortie en salles[réf. nécessaire]

## Distribution
- Laura Boldrini
- Marion Séclin
- Kiah Morris (en)
- Laurence Gratton
- Glen Canning
- Laurence Rosier
- Donna Zuckerberg (en)[9]
- Nadia Seraiocco
- Sarah T. Roberts (en)

## Accueil
Le National Post lui a donné la note de 5 étoiles et le journal Le Soleil, 4 étoiles.